# Костел Святого Миколая (Прага, Мала Страна)
Костел Святого Миколая на Малій Страні (чеськ. Kostel svatého Mikuláše na Malé Straně) або храм Святого Миколая (чеськ. chrám svatého Mikuláše; це народна назва) — римсько-католицький храм, костел у столиці Чехії місті Празі, одна з визначних пам'яток празького бароко, будівництво якої тривало в 1704—1755 роках.
Костел розташований на Малостранській площі (буд. № 25) у «серці» історичного району Праги Мала Страна (адміністративно це Прага 1).

## Опис храму
Костел Святого Миколая на Малій Страні нерідко називають шедевром празького бароко. 
Храм розташований на окраю комплексу будівель колишнього малостранського єзуїтського колегіуму. Багатоповерховий фасад храму є видовженим і незвично хвилястим, портал прикрашений балюстрадою і декором.
Костельна вежа, проєкт якої запропонував і розробив Кіліан Ігнац Дінценгофер, мала бути повністю несучою, хоча сучасники й побоювалися її падіння та навіть відраджували від зведення. Однак загалом зодчий чудово впорався із завданням, все розрахувавши правильно. Таким чином, малостранський костел святого Миколая отримав копію вежі староміського костелу Святого Миколая.
Храм вирізняється не лише зовнішньою архітектурою, але вишуканими оздобленнями інтер'єрів. Передусім уваги заслуговують розписи стелі в наві Яна Лукаша Крацкера (Jan Lukáš Kracker, 1760) та в куполі заввишки 70 метрів Франтішка Карла Палка (František Karel Palko). Інтер'єр також прикрашають скульптури Франца Платцера, свого часу висіли картини з циклу «Страсті Христові» Карела Шкрети (Karel Škréta).

## З історії костелу
Костел Святого Миколая на Малій Страні звели на місці, де спершу стояв готичний костел, імовірно, від ХІІІ століття, присвячений також Миколаю з Мири. До XVII століття неподалік стояла також романська ротонда Святого Вацлава.
У минулому на вежі костелу несли службу гласні (глашатаї), котрі мали за обов'язок бити на сполох у випадку пожежі або наближення неприятеля.
Сучасна, барокова будівля костелу Святого Миколая на Малій Страні зведена в декілька етапів протягом 1-ї половини XVIII століття. Спершу за проектом, розробленим Крістофом Дінценгофером, а згодом сином цього зодчого — Кіліаном Ігнацом Дінценгофером. Західний фасад храму, прохід з хорами, капели святих Варвари (Барбори) та Анни, бічні нави зводили в 1703—1711 роках. Кіліан Ігнац підправив проєкт свого батька, завершив будівництво центральної нави та овального куполу, й запропонував, у тому числі, вищий купол і зведення поруч високої вежі. Верхню частину вежі ставив уже після 1750 року Ансельмо Лураґо (Anselmo Lurago), що був учнем і зятем К. І. Дінценгофера.
У добу чехословацького комуністичного правління на вежі малостранського костелу Святого Мікулаша було зроблено оглядовий майданчик для співробітників державних сил безпеки, щоб стежити за будівлями посольств США та Югославії, а також за під'їздом до посольства ФРН. Останні повідомлення про спостереження з цього місця датуються 1990-м роком. 15 квітня 2010 року дані про цю криївку Державної Безпеки ЧССР (чеськ. Státní bezpečnost) під кодовою назваю «Качка» (чеськ. Kajka) було широко оприлюднено.

## Галерея

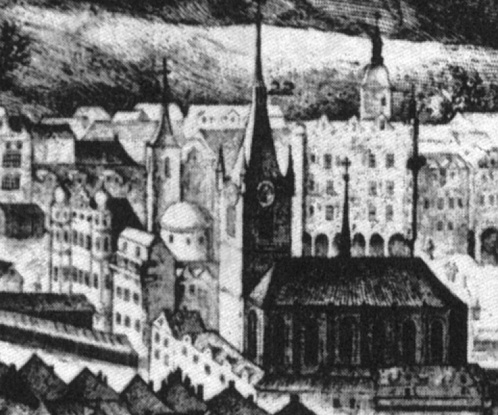
На ведуті 1606 р. видно готичний костел Св. Миколая та романську ротонду
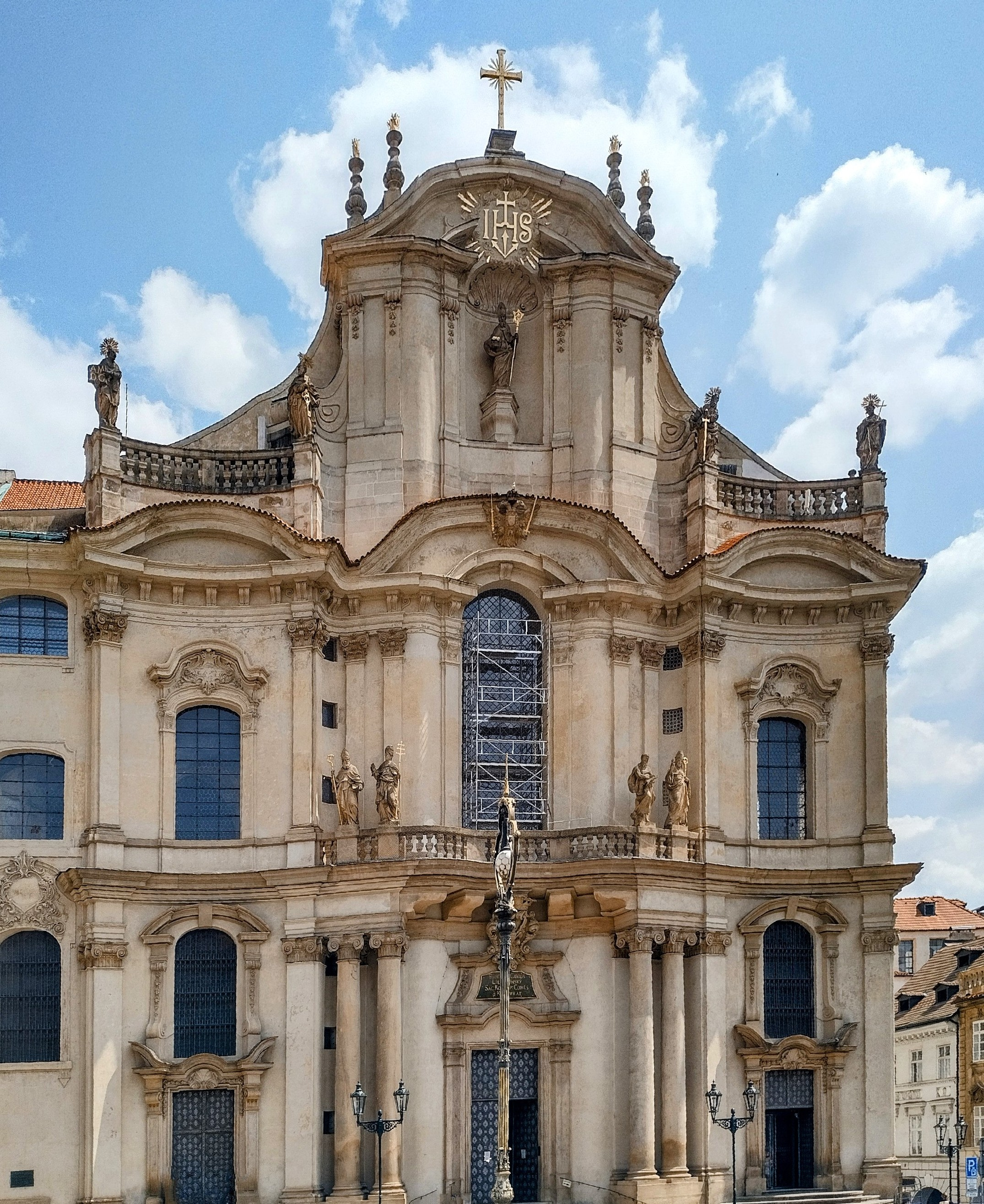
Головний фасад костелу

## Виноски
1. ↑  archINFORM — 1994.
2. ↑  Přednášky Velké osobnosti barokního umění v Praze, dr. Černý, VŠUP, zimní semestr 1997/1998 (чес.)
3. ↑  ČTK. Ve věži chrámu sv. Mikuláše byla zpřístupněna pozorovatelna StB [Архівовано 17 січня 2012 у Wayback Machine.] (чес.)
4. ↑  див. тут [Архівовано 12 червня 2013 у Wayback Machine.]